# Verwaltungsgemeinschaft Wieratal
La Verwaltungsgemeinschaft Wieratal era una comunità amministrativa della Germania, nello stato della Turingia.

## Storia
Nel 2018, al momento della soppressione, la comunità comprendeva i comuni di Frohnsdorf, Göpfersdorf, Jückelberg, Langenleuba-Niederhain e Ziegelheim: Frohnsdorf, Jückelberg e Ziegelheim vennero soppressi e aggregati al comune di Nobitz, mentre Göpfersdorf e Langenleuba-Niederhain rimasero indipendenti, ma sottoposti a Nobitz nel ruolo di "comune sussidiario" (Erfüllende Gemeinde).